# Iris wilsonii
Iris wilsonii är en irisväxtart som beskrevs av Charles Henry Wright. Iris wilsonii ingår i släktet irisar, och familjen irisväxter. Inga underarter finns listade i Catalogue of Life.